# Alfred Wikenhauser
Alfred Wikenhauser (Welschingen, 22 febbraio 1883 – Friburgo in Brisgovia, 21 giugno 1960) è stato un teologo cattolico tedesco, professore di esegesi del Nuovo Testamento all'Università di Friburgo in Brisgovia.

## Opere
È autore di un centinaio di pubblicazioni fra cui alcuni libri e una ventina di voci del "Lexikon für Theologie und Kirche". Le principali opere tradotte in italiano sono:
- Atti degli Apostoli, Morcelliana, Brescia 1958
- La mistica di S. Paolo, Morcelliana, Brescia 1958
- L'evangelo secondo Giovanni, tradotto e commentato da Alfred Wikenhauser, edizione italiana a cura di Giovanni Rinaldi, Morcelliana, Brescia 1959
- Introduzione al Nuovo Testamento,(coautore: Josef Schmid), edizione italiana a cura di Felice Montagnini, Paideia, Brescia 1966, 1981
- Il Nuovo Testamento commentato, Morcelliana, Brescia
- L'Apocalisse di Giovanni a cura di Alfred Wikenhauser, Biblioteca universale Rizzoli, Milano 1983